# Teemu Sippo
Teemu Jyrki Juhani Sippo (Lahti, 20 maggio 1947) è un vescovo cattolico finlandese, dal 20 maggio 2019 vescovo emerito di Helsinki.

## Biografia
Monsignor Teemu Jyrki Juhani Sippo è nato a Lahti il 20 maggio 1947 in una famiglia luterana. Nel 1966 si è convertito al cattolicesimo.

### Formazione e ministero sacerdotale
L'11 ottobre 1970 ha professato i voti solenni nella congregazione dei Sacerdoti del Sacro Cuore di Gesù noti come dehoniani. Ha studiato filosofia e teologia presso l'Università di Friburgo in Brisgovia.
Il 28 maggio 1977 è stato ordinato presbitero a Helsinki. In seguito è stato vicario parrocchiale della parrocchia di Sant'Olaf a Jyväskylä dal 1978 al 1981, vicario parrocchiale della parrocchia di Santa Maria a Helsinki dal 1981, direttore del Centro cattolico di informazione dal 1982 al 1985 e parroco della cattedrale di Sant'Enrico a Helsinki dal 1985 al 2002. In seguito è stato vicario episcopale per l'ecumenismo, lavorando nello stesso tempo come vicario parrocchiale della parrocchia di Santa Maria a Helsinki.
Dal 2 luglio 2008 alla nomina episcopale è stato amministratore diocesano di Helsinki.

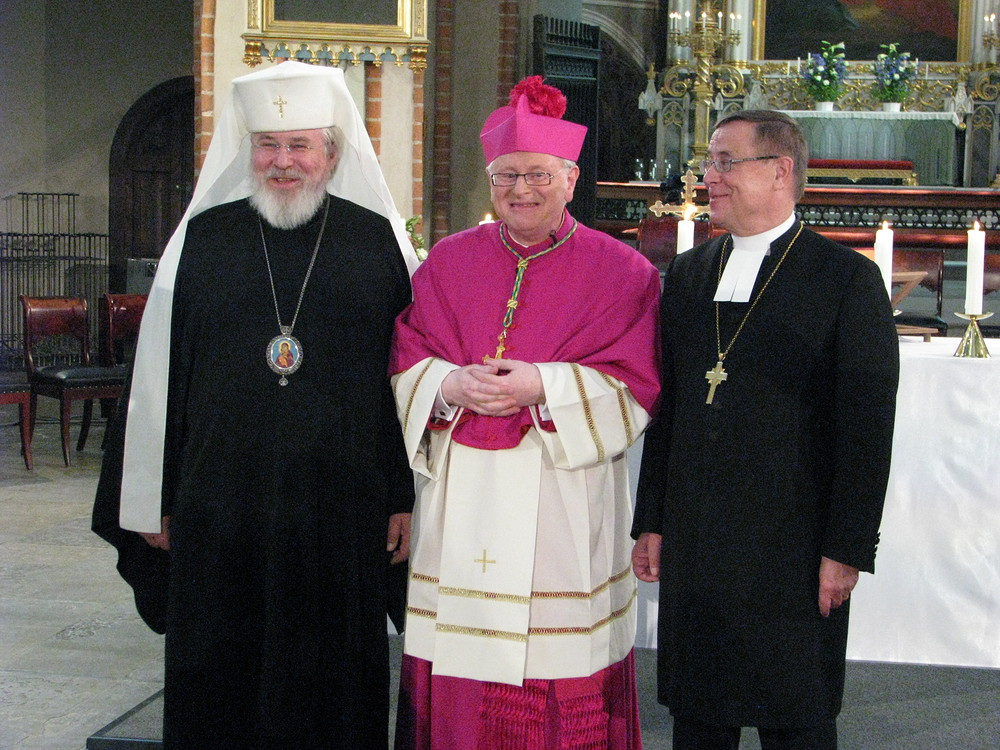
Il primate ortodosso Leo Makkpnen, mons. Sippo e l'arcivescovo luterano Jukka Paarma.

### Ministero episcopale
Il 16 giugno 2009 papa Benedetto XVI lo ha nominato vescovo di Helsinki. Ha ricevuto la consacrazione episcopale il 5 settembre successivo nella cattedrale luterana di Turku dal cardinale Karl Lehmann, vescovo di Magonza, coconsacranti il vescovo ausiliare di Lublino Józef Wróbel e il vescovo di Copenaghen Czeslaw Kozon. È il primo, e finora l'unico, vescovo cattolico finlandese dai tempi della Riforma protestante.
In virtù del suo incarico, è stato gran priore per la Finlandia dell'Ordine equestre del Santo Sepolcro di Gerusalemme.
Nel marzo del 2010 e nel giugno del 2018 ha compiuto la visita ad limina.
Il 20 maggio 2019 papa Francesco ha accolto la sua rinuncia al governo pastorale della diocesi.

## Genealogia episcopale
La genealogia episcopale è:
- Cardinale Scipione Rebiba
- Cardinale Giulio Antonio Santori
- Cardinale Girolamo Bernerio, O.P.
- Arcivescovo Galeazzo Sanvitale
- Cardinale Ludovico Ludovisi
- Cardinale Luigi Caetani
- Cardinale Ulderico Carpegna
- Cardinale Paluzzo Paluzzi Altieri degli Albertoni
- Papa Benedetto XIII
- Papa Benedetto XIV
- Papa Clemente XIII
- Cardinale Marcantonio Colonna
- Cardinale Giacinto Sigismondo Gerdil, B.
- Cardinale Giulio Maria della Somaglia
- Cardinale Carlo Odescalchi, S.I.
- Vescovo Eugène de Mazenod, O.M.I.
- Cardinale Joseph Hippolyte Guibert, O.M.I.
- Cardinale François-Marie-Benjamin Richard de la Vergne
- Cardinale Pietro Gasparri
- Arcivescovo Cesare Orsenigo
- Cardinale Josef Frings
- Arcivescovo Wendelin Rauch
- Arcivescovo Eugen Viktor Paul Seiterich
- Arcivescovo Hermann Josef Schäufele
- Cardinale Hermann Volk
- Cardinale Karl Lehmann
- Vescovo Teemu Sippo, S.C.I.